# Cedro de São João
Cedro de São João este un oraș în Sergipe (SE), Brazilia.